# Épertully
Épertully ist eine französische Gemeinde mit 64 Einwohnern (Stand: 1. Januar 2022) im Département Saône-et-Loire in der Region Bourgogne-Franche-Comté (vor 2016 Bourgogne). Sie gehört zum Arrondissement Autun und zum Kanton Autun-1 (bis 2015 Kanton Épinac).

## Geographie
Épertully liegt etwa 26 Kilometer ostsüdöstlich von Autun. Nachbargemeinden von Épertully sind Nolay im Norden und Osten, Change im Südosten, Saint-Gervais-sur-Couches im Süden und Südwesten sowie Saisy im Westen und Nordwesten.

## Bevölkerungsentwicklung
| Jahr                      | 1962 | 1968 | 1975 | 1982 | 1990 | 1999 | 2006 | 2013 | 2019 |
| Einwohner                 | 81   | 78   | 53   | 39   | 44   | 60   | 57   | 65   | 60   |
| Quelle: Cassini und INSEE |      |      |      |      |      |      |      |      |      |

## Sehenswürdigkeiten

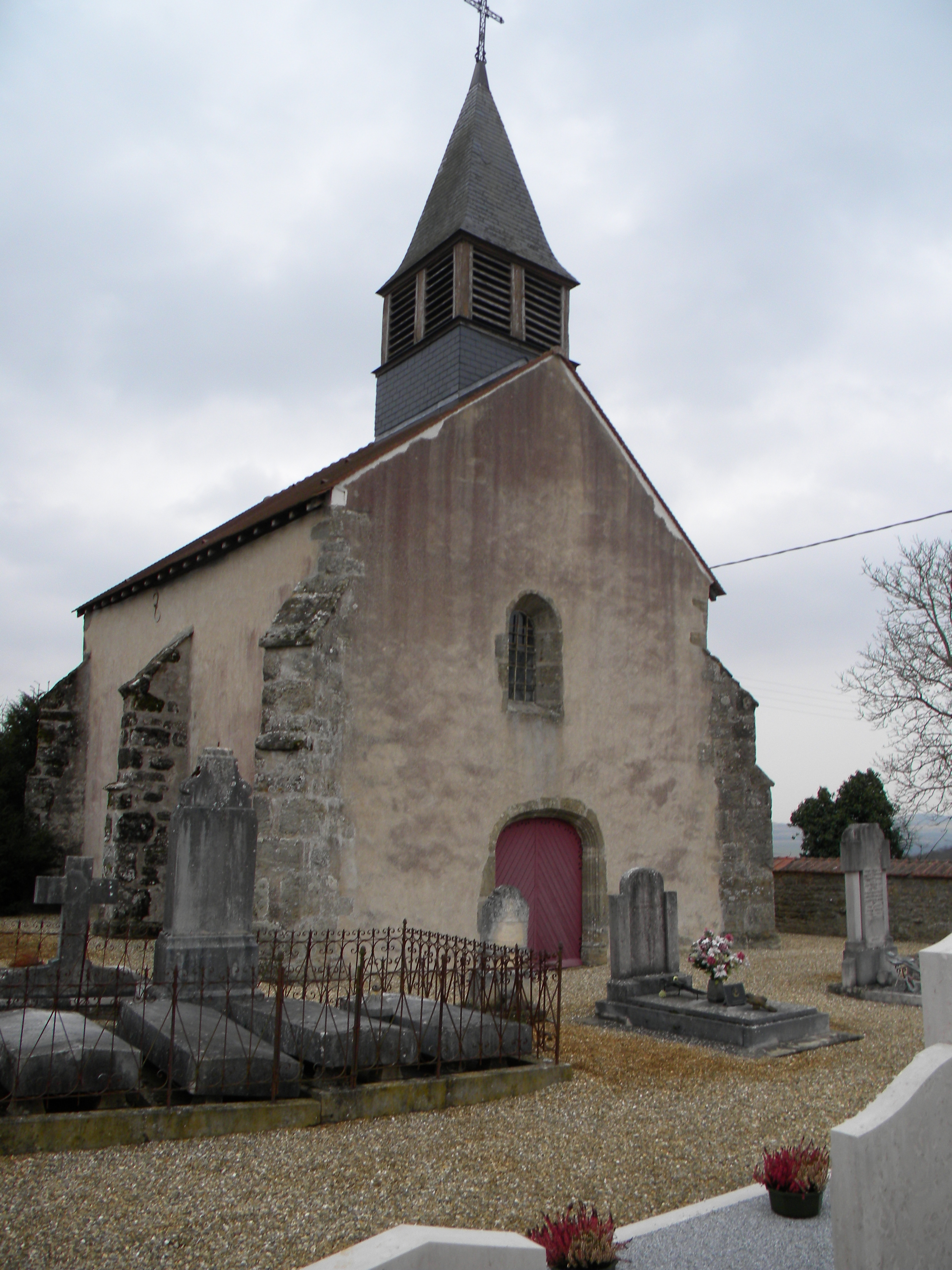
Kirche Saint-Marc

- Romanische Kirche Saint-Marc
- Burgruine Alibourg